# Badanie neurologiczne

Badanie czucia powierzchownego jest elementem badania neurologicznego

Badanie neurologiczne – podstawowa metoda diagnostyczna w neurologii, obejmująca badanie podmiotowe i badanie przedmiotowe układu nerwowego. W trakcie badania lekarz neurolog rejestruje poszczególne odchylenia od stanu prawidłowego u badanego pacjenta oraz stara się połączyć je w określony zespół objawów, charakterystyczny dla danej choroby. Specyfika neurologii powoduje, że oprócz, tak jak w innych specjalnościach, diagnozy syndromologicznej i etiologicznej (czyli zebrania objawów w zespół- syndrom i wnioskowania o przyczynie zaburzeń, czyli etiologii) bardzo istotna jest diagnostyka topograficzna, czyli określenie dokładnej lokalizacji (tzw. ogniska) zaburzeń. Badanie neurologiczne, które we współczesnej postaci pojawiło się w XIX wieku, a następnie było w XX wieku dalej rozwijane, jest prowadzone według zasad, umożliwiających właśnie możliwie najsprawniejszą diagnostykę topograficzno-etiologiczną układu nerwowego Jej podstawę stanowi dokładna znajomość neuroanatomii i objawów uszkodzenia układu nerwowego na poszczególnych jego poziomach.Po badaniu podmiotowym (wywiad) i wstępnym badaniu ogólnym (stan ogólny, stan świadomości, ułożenie, budowa ciała, odżywienie, ogólny stan układu oddechowego, krążenia i innych) badający przystępuje do szczegółowego badania stanu neurologicznego: określa wygląd i budowę czaszki, obecność lub brak objawów oponowych, następnie bada się 12 par nerwów czaszkowych (wraz z oceną dna oka), tułów (m.in. odruchy brzuszne), kręgosłup, kończyny górne (wygląd, ruchy mimowolne, ułożenie, napięcie mięśniowe, ruchy bierne i czynne, siłę mięśniową, odruchy, zborność, czucie, ruchy naprzemienne) i analogicznie kończyny dolne oraz chód.
Znajomość unerwienia czuciowego skóry jest niezbędna do prawidłowej oceny uszkodzeń obwodowego układu nerwowego.

## Określenie prawidłowej czynności nerwów czaszkowych[4]
Nerw węchowy (I) - bada się sprawdzając odczuwanie zapachów osobno po dla każdego z nozdrzy.
Nerw wzrokowy (II) - jego prawidłową czynność określa się badając pole widzenia, reakcje źrenic, można go także zobaczyć na dnie oka za pomocą oftalmoskopu
Nerw okoruchowy (III) - jest to nerw gałkoruchowy, więc jego czynność ocenia się badając ustawienie i ruchomość gałek ocznych i powiek oraz reakcje źreniczne (włókna przywspółczulne nerwu okoruchowego odpowiedzialne są m.in. za zwężanie źrenicy, stąd przy całkowitym porażeniu nerwu III źrenica jest rozszerzona)
Nerw bloczkowy (IV) - jest to nerw gałkoruchowy, patrz nerw III
Nerw trójdzielny (V) - jest nerwem czuciowo-ruchowym; część czuciowa obejmuje włókna komórek zwoju trójdzielnego
Nerw oczny (V1) - jego zdolność ocenia się badając czucie w obrębie jego dermatomu (górna okolica oczodołu i dolna okolica czoła)
Nerw szczękowy (V2) - jego zdolność ocenia się badając czucie w obrębie jego dermatomu (okolica szczękowa)
Nerw żuchwowy (V3) - jego zdolność ocenia się badając czucie w obrębie jego dermatomu (okolica żuchwowa na skórze, okolica gardła, przednie 2/3 języka); część ruchową tego nerwu ocenie się badając ruchomość żuchwy (czyli czynność mięśni żwaczy)
Nerw odwodzący (VI) - jest to nerw gałkoruchowy, patrz nerw III
Nerw twarzowy (VII) - unerwia głównie mięśnie mimiczne; uszkodzenie tego nerwu podejrzewać można w przypadku takich objawów jak:  obniżona zdolność do zmarszczenia czoła, wykrzywienie twarzy czy brak odczuwania smaku
Nerw przedsionkowo-ślimakowy (VIII) - nerw ten bezpośrednio odpowiada za zmysły słuchu i równowagi, więc jego uszkodzenie należy wiązać z niedosłyszeniem, lub nawet głuchotą
Nerw językowo-gardłowy (IX) - uszkodzenia w obrębie tego nerwu należy wiązać z takimi objawami jak: zaburzenia połykania, zanik odruchu zatoki szyjnej, brak czucia smaku na 1/3 tylnej języka, brak czucia kęsów jedzenia przy połykaniu w gardle
Nerw błędny (X) - uszkodzenia w obrębie tego nerwu wywołują m.in. zaburzoną perystaltykę jelit, przyspieszoną akcję serca, osłabienie odruchu zatoki szyjnej, czy chrypkę
Nerw dodatkowy (XI) - uszkodzenie tego nerwu powoduje niezdolność lub utrudnienie w ruchach mięśnia czworobocznego oraz mostkowo-obojczykowo-sutkowego, co sprawia, że chory ma problemy ze wzruszeniem ramionami
Nerw podjęzykowy (XII) - uszkodzenie tego nerwu powoduje utrudnienie ruchów językiem. 